# Уд-Дин, Шуджа
Шуджа уд-Дин (араб. شجاع  الدين‎; 12 сентября 1913 — неизвестно) — афганский хоккеист на траве, нападающий. Участник летних Олимпийских игр 1936 года.

## Биография
Шуджа уд-Дин родился 12 сентября 1913 года.
Был членом королевской династии Дуррани.
В 1936 году вошёл в состав сборной Афганистана по хоккею на траве на летних Олимпийских играх в Берлине, поделившей 5-6-е места. Играл на позиции нападающего, провёл 3 матча, забил 2 мяча в ворота сборной Бельгии.
Носил титул «шазада» (принц).
О дальнейшей жизни данных нет.

## Семья
Жена — дочь представителя той же королевской династии Дуррани. У них родились двое сыновей и три дочери.